# Nora Novotny
Nora Novotny (Vienna, 2 luglio 1939) è un'ex nuotatrice austriaca.
Specializzata nello stile libero, ha partecipato ai Giochi di Roma 1960, gareggiando nei 100m sl.